# Almadrava

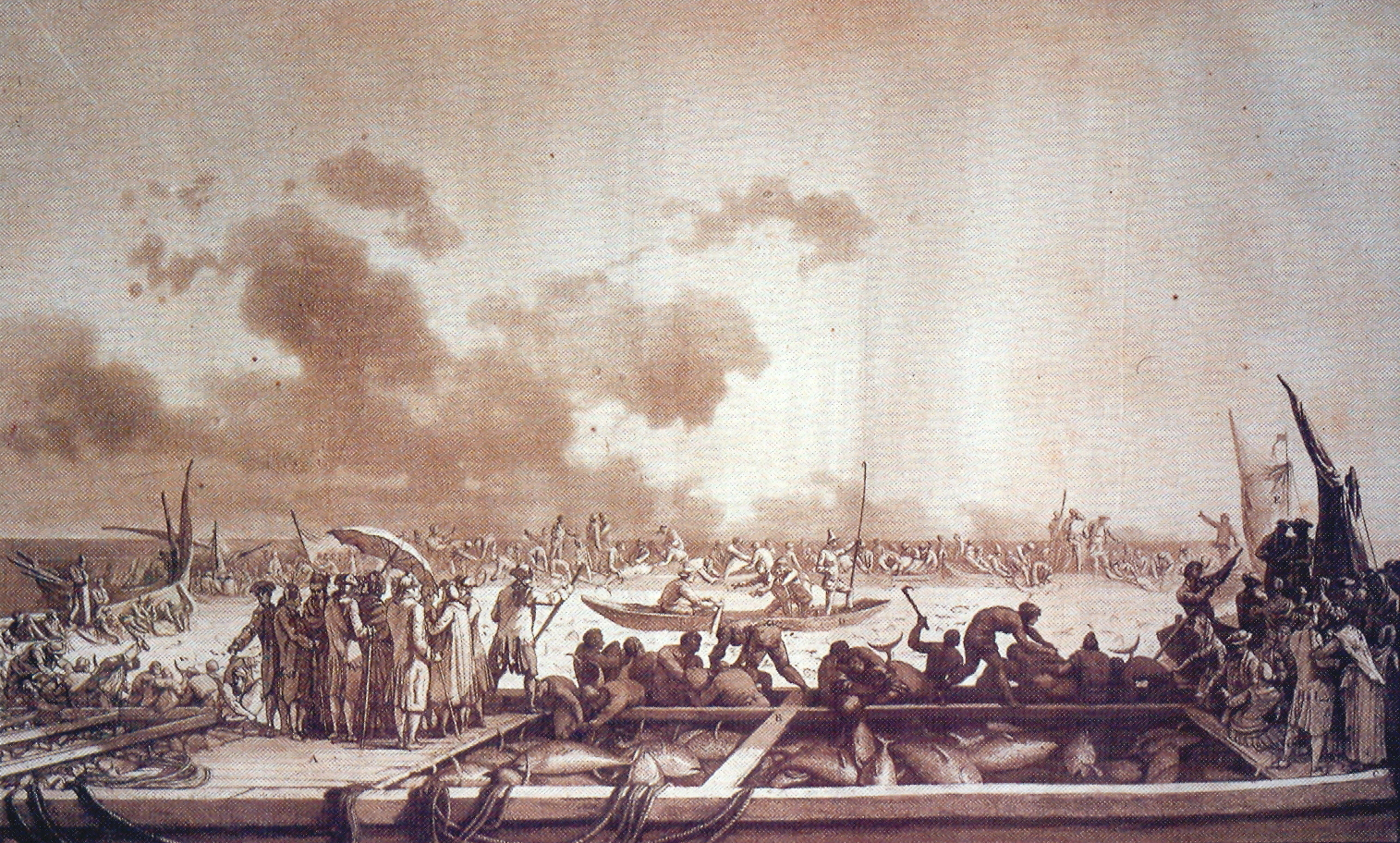
La pesca de la tonyina, aiguafort de Jean-Pierre Houël.

L'almadrava o madrava (de l'àrab andalusí المضربة almadrába, «lloc on es colpeja o lluita») és una de les tècniques per a la captura de la tonyina emprada a Andalusia, al País Valencià, Múrcia, Catalunya i Ceuta aprofitant la migració de les tonyines Atlàntic-Mediterrani (i tornada) que s'utilitza des de temps preromans. Consisteix a instal·lar un laberint de xarxes en el pas de les tonyines, que normalment se situa prop de la costa. A Sicília el mètode es denomina tonnara, de tonno («tonyina»).

## Ús
Han sigut calades almadraves des dels ports de Cadis, Chiclana de la Frontera, Conil de la Frontera, Barbate, Rota, Zahara de los Atunes, La Línea de la Concepción, Nova Ombria, Illa Cristina, Ceuta i Tarifa, entre altres ports. També existeix aquesta tècnica pesquera al sud-est espanyol, en la regió marítima de Cartagena, més concretament en la badia de Mazarrón, Calabardina, al poble cartagener de l'Azohía, Cartagena. També en diferents punts de la província d'Alacant com són Dénia, Xàbia, Benidorm, la Vila Joiosa o l'illa de Tabarca.
El procés comença quan les tonyines, en emigrar des del Cercle Polar Àrtic fins a la mar Mediterrània, passen per l'Estret de Gibraltar. La pràctica totalitat de les almadraves calades en la Mediterrània, des del segle xviii fins a mitjan 1950, han estat capitanejades per arraixos (caps de totes les faenes que s'executen en l'almadrava) de Benidorm (la Marina Baixa). Durant segles, els nadius d'aquest poble s'han considerat autèntics experts en aquesta art de pesca.

## Tècnica
L'almadrava és un art per a la pesca de la tonyina, la més simple de les quals consisteix a situar dos vaixells a certa distància, entre els quals es cala una xarxes succinta subjectada amb un palangre en la qual s'arrepleguen els peixos, tonyines i uns altres que puguen arribar. Com que els peixos segueixen vius fins que es pugen al vaixell, en l'acte es poden seleccionar i descartar les peces xicotetes o inútils. Entre els vaixells i sobre la xarxa baixen els pescadors més experimentats que es dediquen a seleccionar les tonyines que poden pesar uns 200 quilos. La peça triada és dessagnada i després els seus companys sobre el vaixell li claven arpons i entre tres o quatre homes la pugen a bord, feina que es repeteix amb cada peça. Una vegada extretes les tonyines, se segueix amb les espècies de menys port.

## Història
Al segle xii el duc de Medina-Sidonia rep la gràcia del rei de gestionar les almadraves del sud atlàntic i del Mediterrani. Aquesta casa nobiliària les va anar explotant en diversos llocs de la geografia andalusa, fonamentalment fins a finals del segle xviii i principis del XIX, moment en què passa a ser una gestió empresarial.
Després de la desaparició de les almadraves que van pertànyer al Duc de Medina-Sidònia, la gestió d'aquestes estava en moltes mans. No obstant això, es va veure que una empresa tan costosa havia de ser gestionada per un ens que les aglutinara i regulara. Així, es va constituir un Consorci Nacional Almadraver que les va començar a explotar a Espanya des de l'any 1928, quan es va fundar, i el primer president del qual va ser l'illenc Serafín Romeu Portes, amb seu primer en Tarifa i posteriorment en Isla Cristina. El 18 de gener de 1973, el Consorci Nacional Almadraver pren la decisió de liquidar la societat, amb la qual cosa es procedeix al tancament de les almadraves de les províncies de Huelva (Isla Cristina) i Almeria (Almeria). Recentment i gràcies a la recuperació de l'espècie en el golf de Cadis, s'especula amb la volta a la fi de la dècada de 2010 al calat d'una almadrava en Isla Cristina. És en aquesta ciutat on amb certa regularitat es donen cita trobades de capitans d'almadrava a nivell internacional, amb participació de capitans del Marroc, Portugal o fins i tot Japó.